# 任民镇
任民镇，是中华人民共和国黑龙江省绥化市安达市下辖的一个乡镇级行政单位。

## 行政区划
任民镇下辖以下地区：
第一社区、第二社区、第三社区、第四社区、永生村、任民村、合力村、庆丰村、永平村、一心村、裕民村、工农村、和平村、新义村和清民村。